# Сарапін Микола Гаврилович
Микола Гаврилович Сарапін  (* 21 серпня 1944, Баку, Азербайджан) — український художник.

## Життєпис
Закінчив Львівський державний інститут прикладного та декоративного мистецтва. Педагоги з фаху — Роман Сельський і Карло Звіринський. Працює в галузі графіки, монументального мистецтва. Основні твори: панно «Спорт» (1988); «Козацька слава» (1995); вітраж «Рух» (1997); вітраж для лікарні «Госпіс» (2000). Член НСХУ (2000).
Головний художник Управління містобудування та архітектури Івано-Франківської обласної державної адміністрації.
Автор організації оформлень ландшафтів багатьох громадських житлових інтер'єрів та монументально-декоративних робіт у містах Сургут (Росія), Києві, Івано-Франківську, Коломиї, Косові, Долині, Калуші. 
Має понад 50 публікацій, статей та рецензій з архітектури та мистецтва.